# Monolith of Inhumanity
Monolith of Inhumanity är det amerikanska death metal-bandet Cattle Decapitations sjätte studioalbum, släppt 2012 av skivbolaget Metal Blade Records.

## Låtförteckning
1. "The Carbon Stampede" – 3:39
2. "Dead Set on Suicide" – 3:18
3. "A Living, Breathing Piece of Defecating Meat" – 2:58
4. "Forced Gender Reassignment" – 3:54
5. "Gristle Licker" – 4:54
6. "Projectile Ovulation" – 3:31
7. "Lifestalker" – 4:15
8. "Do Not Resuscitate" – 3:18
9. "Your Disposal" – 4:47
10. "The Monolith" – 3:39
11. "Kingdom of Tyrants" – 4:50

- Text: Travis Ryan
- Musik: Cattle Decapitation

## Medverkande
Musiker (Cattle Decapitation-medlemmar)
- Travis Ryan – sång, keyboard, trummor, elektronik
- Josh Elmore – gitarr
- David McGraw – trummor
- Derek Engemann – basgitarr, gitarr, keyboard, sång

Bidragande musiker
- John Wiese – elektronik
- Leonard Leal – sång
- Mike Majewski – sång
- Kör – Brian Hopp, Cattle Decapitation, Jawsh Mullen, John Merryman, Leonard Leal, Nick Schendzielos, Sean Perry, Steve Goldberg, Zac Joe

Produktion
- Dave Otero – producent, ljudmix, mastering
- Shane Howard – ljudtekniker
- Travis Ryan – omslagsdesign
- Brian J Ames – omslagsdesign
- Wes Benscoter – omslagskonst
- Sam Lanthrem – foto
- Matthew Zinke – foto